# Liste der Biografien/Loi
Liste der Biografien |
Portal Biografien |
Personensuche
# |
A |
B |
C |
D |
E |
F |
G |
H |
I |
J |
K |
L |
M |
N |
O |
P |
Q |
R |
S |
T |
U |
V |
W |
X |
Y |
Z |
?
 
La |
Lb |
Lc |
Le |
Lg |
Lh |
Li |
Lj |
Ll |
Lm |
Lo |
Lp |
Lt |
Lu |
Lv |
Lw |
Lx |
Ly |
Lz
 
Loa |
Lob |
Loc |
Lod |
Loe |
Lof |
Log |
Loh |
Loi |
Loj |
Lok |
Lol |
Lom |
Lon |
Loo |
Lop |
Loq |
Lor |
Los |
Lot |
Lou |
Lov |
Low |
Loy |
Loz
Die Liste der Biografien führt alle Personen auf, die in der deutschsprachigen Wikipedia einen Artikel haben. Dieses ist eine Teilliste mit 113 Einträgen von Personen, deren Namen mit den Buchstaben „Loi“ beginnt.

## Loi
- Loi (* 2002), deutsche SängerinLoi (* 2002)

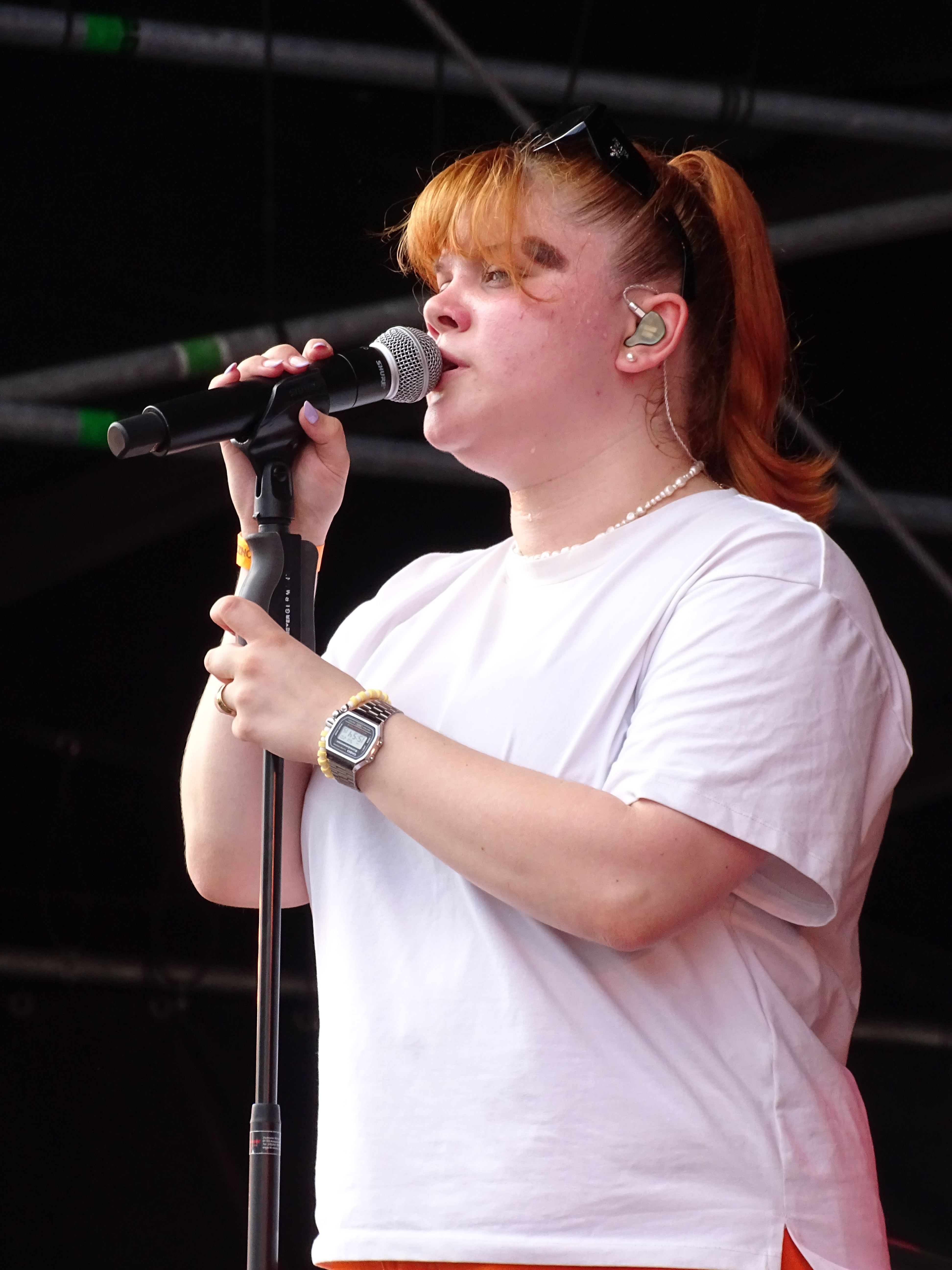
Loi (* 2002)

- Loi, Bruno (* 1941), italienischer Generalleutnant
- Loi, Duilio (1929–2008), italienischer Boxer
- Loi, Francesco (1891–1977), italienischer Turner
- Loi, Im Lan (* 1998), macauische Sprinterin

### Loib
- Loibelsberger, Gerhard (* 1957), österreichischer Schriftsteller
- Loibl, Albert (* 1937), deutscher Eishockeyspieler
- Loibl, Georg (1921–1994), deutscher Politiker (CSU), MdL
- Loibl, Heidi (1942–2023), deutsche volkstümliche Schlagersängerin
- Loibl, Heinrich (1853–1921), deutscher Verwaltungsjurist und Bezirksamtmann, stellvertretender Regierungspräsident
- Loibl, Josef (* 1939), deutscher Sänger (Bass) und Gesangspädagoge
- Loibl, Julia, deutsche Schauspielerin
- Loibl, Jürgen, deutscher Basketballspieler und Sportwissenschaftler
- Loibl, Leopold (1895–1935), österreichischer Politiker (SDAP) und Widerstandskämpfer
- Loibl, Marianne (* 1967), deutsche Autorin
- Loibl, Martin (1869–1933), deutscher Politiker (BVP), MdR
- Loibl, Martin (1898–1951), deutscher Politiker (CSU), MdB
- Loibl, Petra (* 1965), deutsche Politikerin (CSU), MdL
- Loibl, Richard (* 1965), deutscher Historiker, Museumsfachmann
- Loibl, Roland (* 1961), österreichischer Entrepreneur, Filmproduzent und -Regisseur
- Loibl, Stefan (* 1996), deutscher Eishockeyspieler
- Loibl, Thomas (* 1969), deutscher SchauspielerThomas Loibl (* 1969)

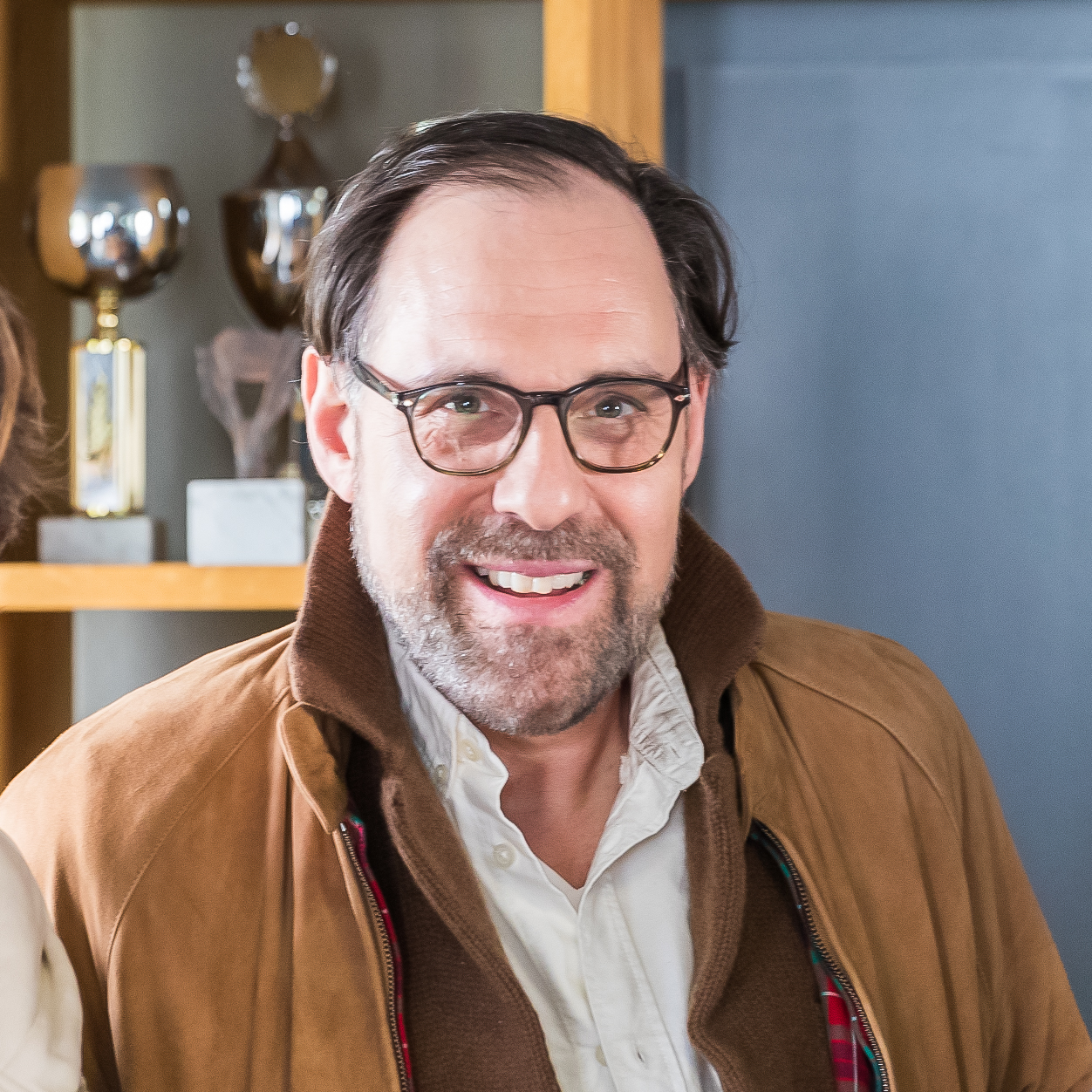
Thomas Loibl (* 1969)

- Loibl, Torsten (* 1972), deutscher Basketballtrainer
- Loibl, Vanessa (* 1992), deutsche Theater-, Film- und Fernsehschauspielerin und Sprecherin
- Loibl, Werner (1943–2014), deutscher Forscher und Museumsleiter
- Loibner, Bernhard (* 1965), österreichischer Komponist, Musiker elektronischer Musik und Medienkünstler
- Loibner, Eduard (1888–1963), österreichischer Schauspieler
- Loibner, Matthias (* 1969), österreichischer Drehleierspieler und Komponist
- Loibner, Wilhelm (1909–1971), österreichischer Dirigent

### Loic
- Loichat, Michaël (* 1990), Schweizer Eishockeyspieler
- Loichinger, Alexander, deutscher Theologe und Hochschullehrer
- Loichot, Edmond (1905–1989), Schweizer Fußballspieler
- Loick, Daniel (* 1977), deutscher Philosoph und SozialwissenschaftlerDaniel Loick (* 1977)

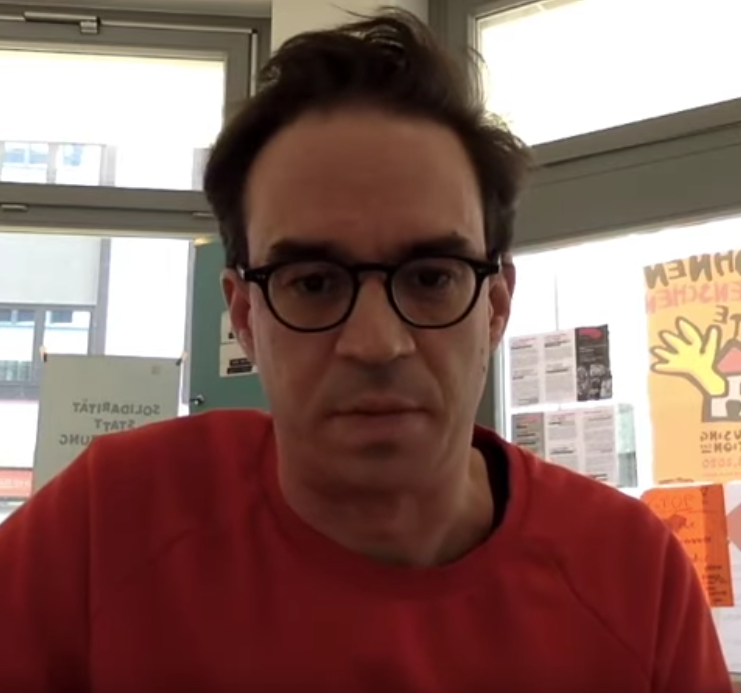
Daniel Loick (* 1977)

- Loicq, Paul (1888–1953), belgischer Eishockeyspieler, -schiedsrichter und -funktionär

### Loid
- Loide, Endel (1900–1976), estnischer Schriftsteller und Journalist
- Loidi Etxaniz, June (* 2000), spanische Handballspielerin
- Loidl, Alois (* 1945), österreichischer Physiker
- Loidl, Christian (1957–2001), österreichischer Schriftsteller und Performer
- Loidl, Franz (1905–1987), österreichischer Theologe und Autor
- Loidl, Hans (1944–2015), österreichischer Landschaftsarchitekt und Autor
- Loidl, Inge (1926–2017), österreichische leitende kirchliche Funktionärin
- Loidl, Josef (* 1946), österreichischer Skirennläufer
- Loidl, Julian (* 1981), österreichischer Schauspieler
- Loidl, Karl (1893–1965), österreichischer Politiker
- Loidl, Thomas (* 1964), österreichischer Diplomat
- Loidolt, Gabriel (* 1953), österreichischer Schriftsteller
- Loidolt, Hermann (* 1950), Offizier des Österreichischen Bundesheeres
- Loidolt, Peter (1945–2024), österreichischer Festspielleiter
- Loidolt, Renate (* 1950), österreichische Kulturmanagerin
- Loidolt, Sophie (* 1980), österreichische Philosophin und Hochschullehrerin

### Loie
- Loienfels, Valentin von (1628–1670), deutscher Jurist in schwedischen Diensten
- Loiero, Salvatore (* 1973), deutsch-italienischer römisch-katholischer Theologe und Geistlicher

### Loig
- Loignon, Ariane (* 1965), kanadische Eisschnellläuferin und Shorttrackerin

### Loik
- Loik, Ezio (1919–1949), italienischer Fußballspieler
- Loik, Rein (* 1950), estnischer Politiker und Unternehmer
- Loike, Christine (* 1959), österreichische alpine Skirennläuferin
- Loikkanen, Antti (* 1955), finnischer Mittel- und Langstreckenläufer
- Loikkanen, Saara (* 1980), finnische Volleyball- und Beachvolleyballspielerin

### Loim
- Loimeier, Manfred (* 1960), deutscher Journalist und Afrikanist
- Loimeier, Roman (* 1957), deutscher Islamwissenschaftler

### Loin
- Loinger, Fanny (1915–1992), französische jüdische Krankenschwester und Widerstandskämpferin, die zusammen mit ihrem Bruder Georges Loinger dem Réseau Garel (Lyon, 1942–1944) angehörte
- Loinger, Georges (1910–2018), französischer Widerstandskämpfer

### Loio
- Loiodice, Enzo (* 2000), französischer Fußballspieler
- Loiola de Sousa, António José, osttimoresischer Erdölexperte und Unternehmenschef
- Loiola, José (* 1970), brasilianischer Beachvolleyballspieler, Weltmeister

### Loip
- Loiperdinger, Martin (* 1952), deutscher Filmwissenschaftler und emeritierter Professor
- Loipersberger, Nicole (* 1990), deutsche Fußballspielerin
- Loipfinger, Stefan (* 1968), deutscher Wirtschaftsjournalist und Fondsanalyst

### Loir
- Loir, Luigi (1845–1916), französischer Künstler
- Loire, Gabriel (1904–1996), französischer Glasmaler, Maler und Zeichner
- Loiri, Vesa-Matti (1945–2022), finnischer Schauspieler, Musiker und Kabarettist

### Lois
- Lois, Daniel (* 1978), deutscher Soziologe
- Lois, Lisa (* 1987), niederländische Popsängerin
- Lois, Viktor (* 1950), ungarisch-amerikanischer Bildhauer, Installations- und Multimediakünstler
- Loiseau, Arthur (1830–1903), französischer Romanist und Lusitanist
- Loiseau, Bernard (1951–2003), französischer Koch
- Loiseau, Gustave (1865–1935), französischer Landschafts- und Marinemaler des Post-Impressionismus
- Loiseau, Nathalie (* 1964), französische Diplomatin und Politikerin
- Loiseau, Philippe (* 1957), französischer Politiker (Front National), MdEP
- Loiseau-Rousseau, Paul Louis Émile (1861–1927), französischer Bildhauer
- Loisel, Élisabeth (* 1963), französische Fußballspielerin und -trainerin
- Loisel, Hubert (1912–1999), österreichischer Fechter
- Loisel, Régis (* 1951), französischer Comiczeichner
- Loisel, Wilhelm (1914–2005), österreichischer Maler
- Loiseleur-Deslongchamps, Jean-Louis-Auguste (1774–1849), französischer Arzt und Botaniker
- Loiseleux, Jacques (1933–2014), französischer Kameramann
- Loiseleux, Valérie, französische Filmeditorin
- Loiselle, Bette A. (* 1957), US-amerikanische Ornithologin
- Loiselle, Claude (* 1963), kanadischer Eishockeyspieler und -funktionär
- Loiselle, Gilles (1929–2022), kanadischer Politiker
- Loiselle, Hélène (1928–2013), kanadische Schauspielerin in Film, Fernsehen und Theater
- Loisinger, Johanna (1865–1951), österreichische Opernsängerin (Sopran) und KlaviervirtuosinJohanna Loisinger (1865–1951)

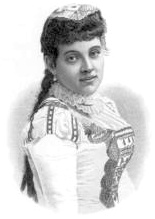
Johanna Loisinger (1865–1951)

- Loison, Louis Henri (1771–1816), französischer General
- Loison, Nicolas (* 1981), französischer Fußballspieler
- Loistl, Johanna (* 1984), deutsche Fußballspielerin
- Loisy, Alfred (1857–1940), französischer katholischer Theologe und Historiker

### Loit
- Loit, Aleksander (1925–2021), schwedisch-estnischer Historiker
- Loit, Émilie (* 1979), französische Tennisspielerin
- Loitey, Carlos Humberto (* 1957), uruguayischer Generalleutnant
- Loitlsberger, Erich (1921–2003), österreichischer Wirtschaftswissenschaftler und ordentlicher Universitätsprofessor
- Loitsch, Erwin (1885–1960), deutscher Verwaltungsbeamter und Politiker (SPD), MdL
- Loitzl, Ina (* 1972), österreichische Video- und Textilkünstlerin
- Loitzl, Wolfgang (* 1980), österreichischer SkispringerWolfgang Loitzl (* 1980)

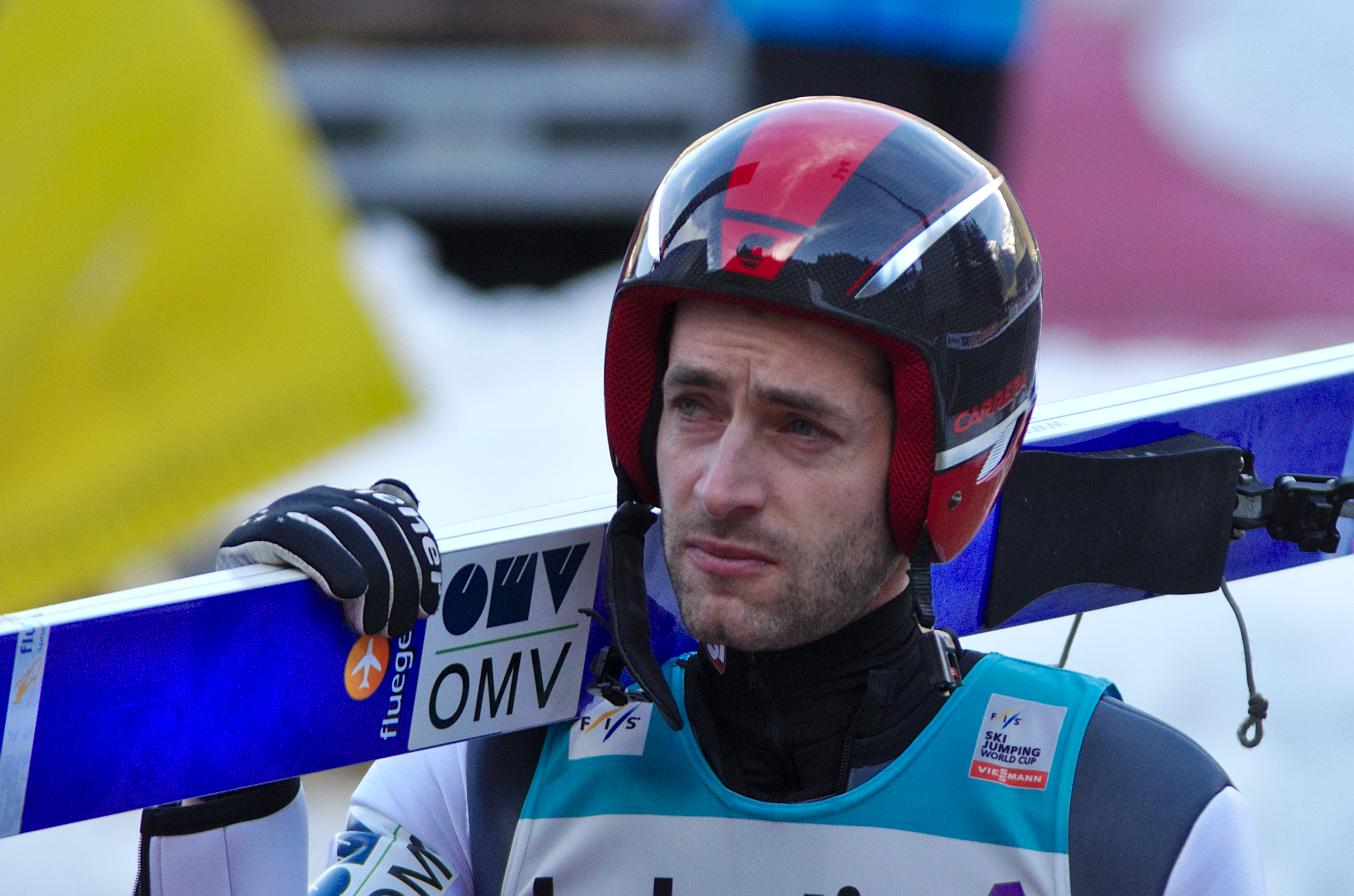
Wolfgang Loitzl (* 1980)

### Loiv
- Lõiv, Janika (* 1989), estnische Radrennfahrerin

### Loix
- Loix, Freddy (* 1970), belgischer Rallyefahrer

### Loiz
- Loizeau, François-Xavier (* 1939), französischer Geistlicher und emeritierter Bischof von Digne
- Loizeau, Norbert (* 1969), seychellischer Politiker, Mitglied der Nationalversammlung
- Loizides, Christiane (1948–2023), deutsche Juristin und Politikerin (CDU)
- Loizillon, Martin (* 1989), französischer Schauspieler
- Loizjanski, Lew Gerassimowitsch (1900–1991), russischer Mathematiker, Physiker und Hochschullehrer
- Loizon, Alexis (* 1989), französischer Schauspieler
- Loïzos, Manos (1937–1982), griechischer Komponist
- Loizou, Loizos (* 2003), zyprischer Fußballspieler